# Њувинтон Форест (Вирџинија)
Њувинтон Форест (енгл. Newington Forest) насељено је место без административног статуса у америчкој савезној држави Вирџинија.

## Демографија
По попису из 2010. године број становника је 12.442.
| Група             | 2000.    | 2010.         |
| Белци             | 0 (0,0%) | 7.037 (56,6%) |
| Афроамериканци    | 0 (0,0%) | 1.399 (11,2%) |
| Азијати           | 0 (0,0%) | 1.821 (14,6%) |
| Хиспаноамериканци | 0 (0,0%) | 1.652 (13,3%) |
| Укупно            | 0        | 12.442        |